# 후쿠시마 하야토
후쿠시마 하야토(일본어: 福島 隼斗, 2000년 4월 26일~)는 일본의 축구 선수이다.

## 구단 경력
그는 2019년 J1리그의 쇼난 벨마레에 입단했다. 2020년 J3리그의 후쿠시마 유나이티드 FC로 임대 이적했다. 2021년까지 40경기에 출전하여, 3득점을 넣었다. 2022년 쇼난 벨마레로 복귀했다. 2023년부터 2024년까지 J2리그의 도치기 SC에서 뛰었다. 2025년 에히메 FC로 이적했다.